# Mataiyang
Mataiyang is een bestuurslaag in het regentschap Sumbawa Barat van de provincie West-Nusa Tenggara, Indonesië. Mataiyang telt 331 inwoners (volkstelling 2010).